# Марани
Маране су Јевреји Пиринејског полуострва који су приморани да прихвате хришћанство након декрете из Алхамбре. Они су један од такозваних иронично у Шпанији и Португалу у то време — нови хришћани. Њихово порекло датира још из антике, а они су насљедници Феничана и Пунана.
Са културне тачке гледишта, њихови радови су најбоље приказани у Шекспировом „Млетачком трговцу”.